# Hospital Militar Principal

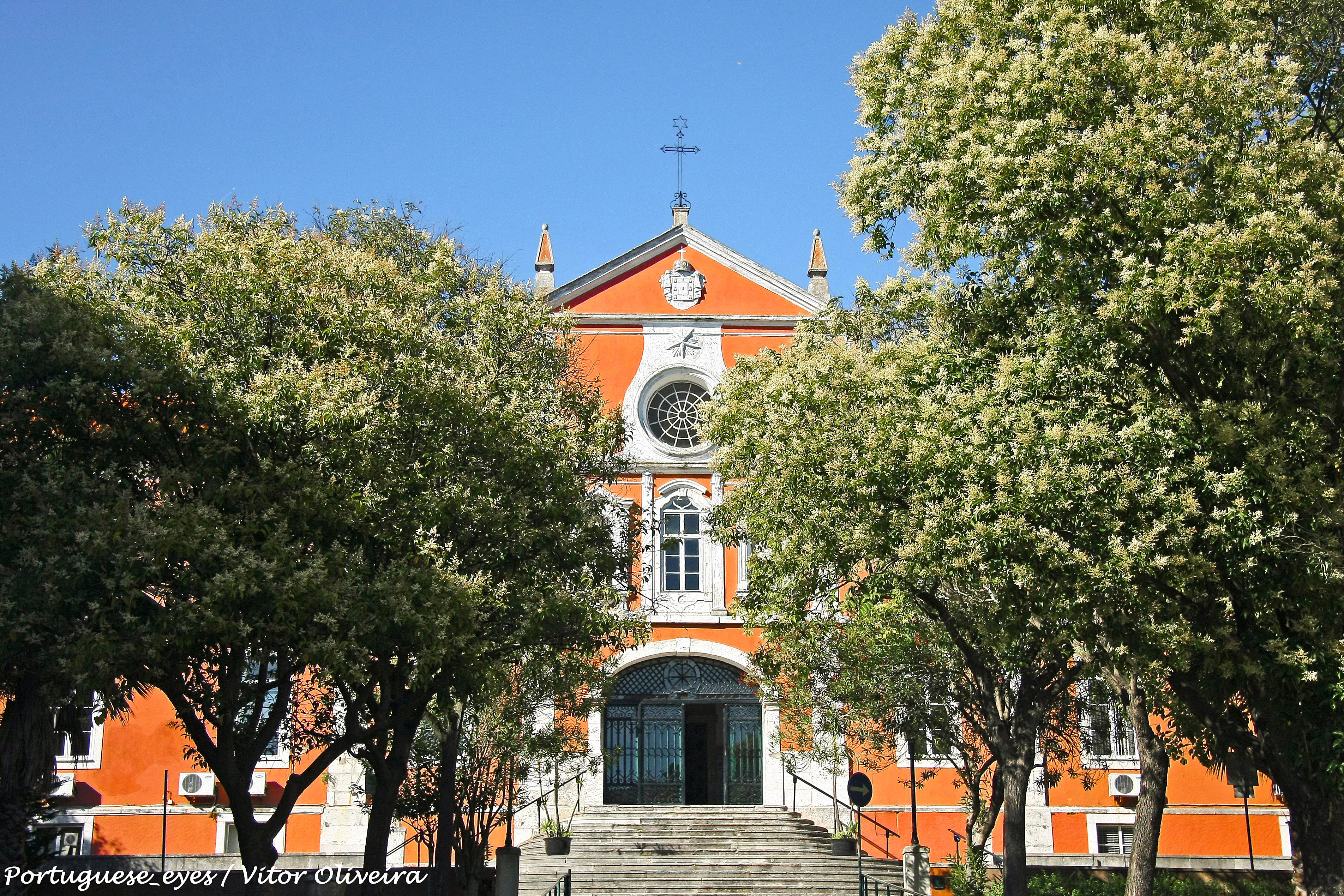
Hospital Militar Principal, em 2014.

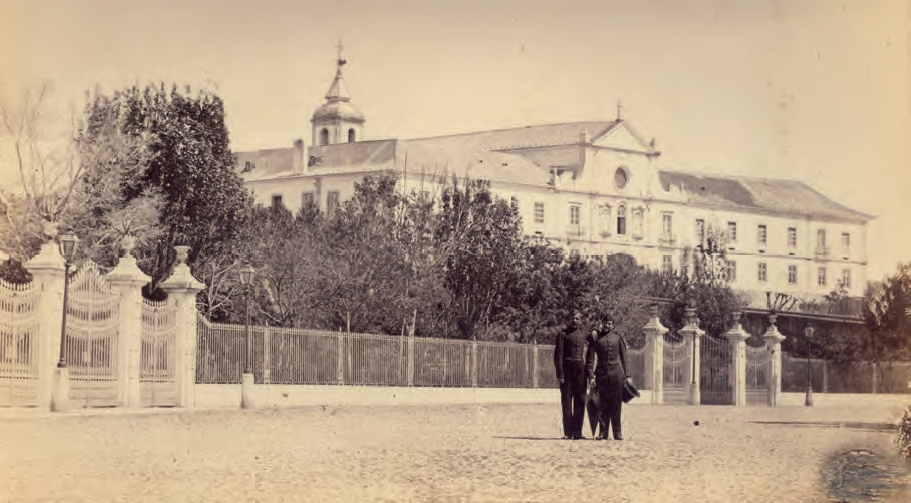
Hospital Militar Principal, por volta de 1865.

O Hospital Militar Principal (HMP), também conhecido por Hospital Militar da Estrela (HME) ou Hospital Militar de Lisboa (HML), foi o hospital central do Exército Português, estando localizado na Estrela, junto à Basílica da Estrela, em Lisboa. Além de prestar assistência médica aos militares do Exército, o hospital apoiava também os membros da Marinha, Força Aérea, Guarda Nacional Republicana e da Polícia de Segurança Pública.
Foi encerrado a 31 de dezembro de 2013 e integrado no Hospital das Forças Armadas.

## Organização e Serviços Prestados
O HMP era comandado por um Major-General Médico, dependente da Direcção de Saúde do Comando da Logística do Exército, estando, internamente organizado em quatro departamentos clínicos, que prestavam os seguintes serviços:
1. Departamento de Medicina: Cardiologia, Endocrinologia, Gastroentereologia, Medicina Interna, Nefrologia/ Hemodiálise, Neurologia, Pediatria e Reumatologia;
2. Departamento de Cirurgia: Anestesiologia, Bloco Operatório / Esterilização, Cirurgia Geral, Cirurgia Plástica, Cirurgia Vascular, Estomatologia / Medicina Dentária, Ginecologia, Neurocirurgia, Oftalmologia, Ortopedia e Otorrinolaringologia;
3. Departamento de Urgência e Cuidados Intensivos: Urgência e UTI (Unidade de Tratamentos Intensivos);
4. Departamento de Meios Complementares de Diagnóstico e Terapêutica: Imagiologia, Anatomia Patológica, Imunohemoterapia, Medicina Física e de Reabilitação e Patologia Clínica.

## História
O Hospital Militar Principal teve origem no Hospital Militar da Corte fundado em 1624. Em 1836, o hospital instala-se, a título definitivo, no antigo Colégio de Nossa Senhora da Estrela, que tinha pertencido à Ordem de São Bento, expandindo-se progressivamente para a cerca do Convento do Sagrado Coração de Jesus. Ao longo dos tempos, as instalações do hospital foram-se alargando e reformulando para obedecerem às necessidades da medicina moderna.
Em 2009, foi criado o Hospital das Forças Armadas que, em 2013, integrou o HMP.